# یواس‌اس مروین (دی‌دی-۳۲۲)
یواس‌اس مروین (دی‌دی-۳۲۲) (به انگلیسی: USS Mervine (DD-322)) یک کشتی بود که طول آن ۹۵٫۸۳ متر (۳۱۴٫۴ فوت) بود. این کشتی در سال ۱۹۱۹ ساخته شد.